# Världens minsta show
Världens minsta show (engelska: The Smallest Show on Earth) är en brittisk komedifilm från 1957 i regi av Basil Dearden.

## Handling
Ett ungt par ärver en biograf. De får en chock när de inser hur nedgångna både lokalen och personalen är.

## Rollista i urval
- Virginia McKenna - Jean Spenser
- Bill Travers - Matt Spenser
- Margaret Rutherford - mrs Fazackalee
- Peter Sellers - Percy Quill
- Bernard Miles - Old Tom
- Francis de Wolff - Albert Hardcastle
- Leslie Phillips - Robin Carter
- Sid James - mr Hogg
- Stringer Davis - Emmett